# フランサ駅
フランサ駅（フランサえき、カタルーニャ語：Estació de França、スペイン語：Estación de Francia）はスペイン・バルセロナの主要な鉄道駅の一つ。
フランサ駅はバルセロナで中距離列車及び長距離列車に於いてバルセロナ・サンツ駅に次いで2番目に列車の発着の多い駅である。しかし、この状況は高速列車AVEのサンツ駅乗り入れ、及び、建設中のラ・サグレラ駅の完成により変わるかもしれない。

## 路線
当駅に乗り入れる路線はマドリード方面の200号線とフランス方面の270号線の2路線であるが、多くの国内外へのレンフェ（スペイン国鉄）の列車が発着する。
- セルカニアス バルセロナ： R10線　バルセロナ中心部 (サンツ駅・Passeig de Gràcia駅) 経由バルセロナ・エル・プラット国際空港行 (30分間隔)
- 中距離列車： Ca1、 Ca3、 Ca4、 Ca6
- アルビア：マドリード行
- アルコ：バレンシア行

また人気の夜行列車トレンオテル、フランス（パリ）、スイス、イタリア行などの国際列車の発着駅でもある。

## 歴史
駅名が示すようにフランスに向けて出発する列車の駅として1848年に開業した。また北東カタルーニャやコスタ・ブラバへの列車の駅としても使用されている。
1929年に開かれたバルセロナ万国博覧会に合わせ建て替えが行われ、駅を構成する2つの巨大な建屋が建築家のペドロ・ムグルサによって設計され、国王アルフォンソ13世によって落成式が行われた。
ここ30年間、バルセロナの中心駅の座は地下駅であるサンツ駅に奪われている。バルセロナの他の駅は全て、少なくとも一部地下であり、フランサ駅は唯一の例外である。

## 駅構造

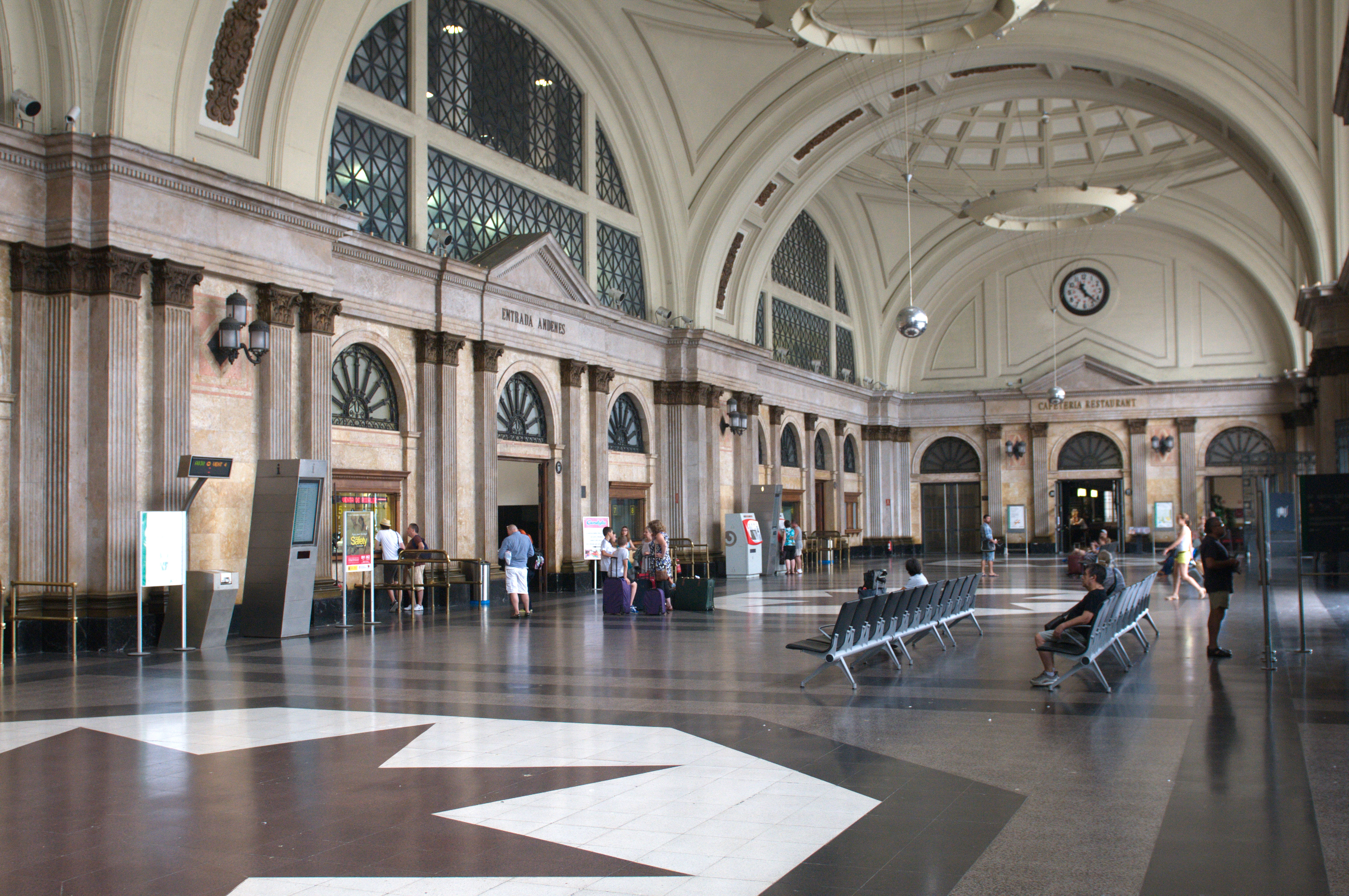
エントランスホール

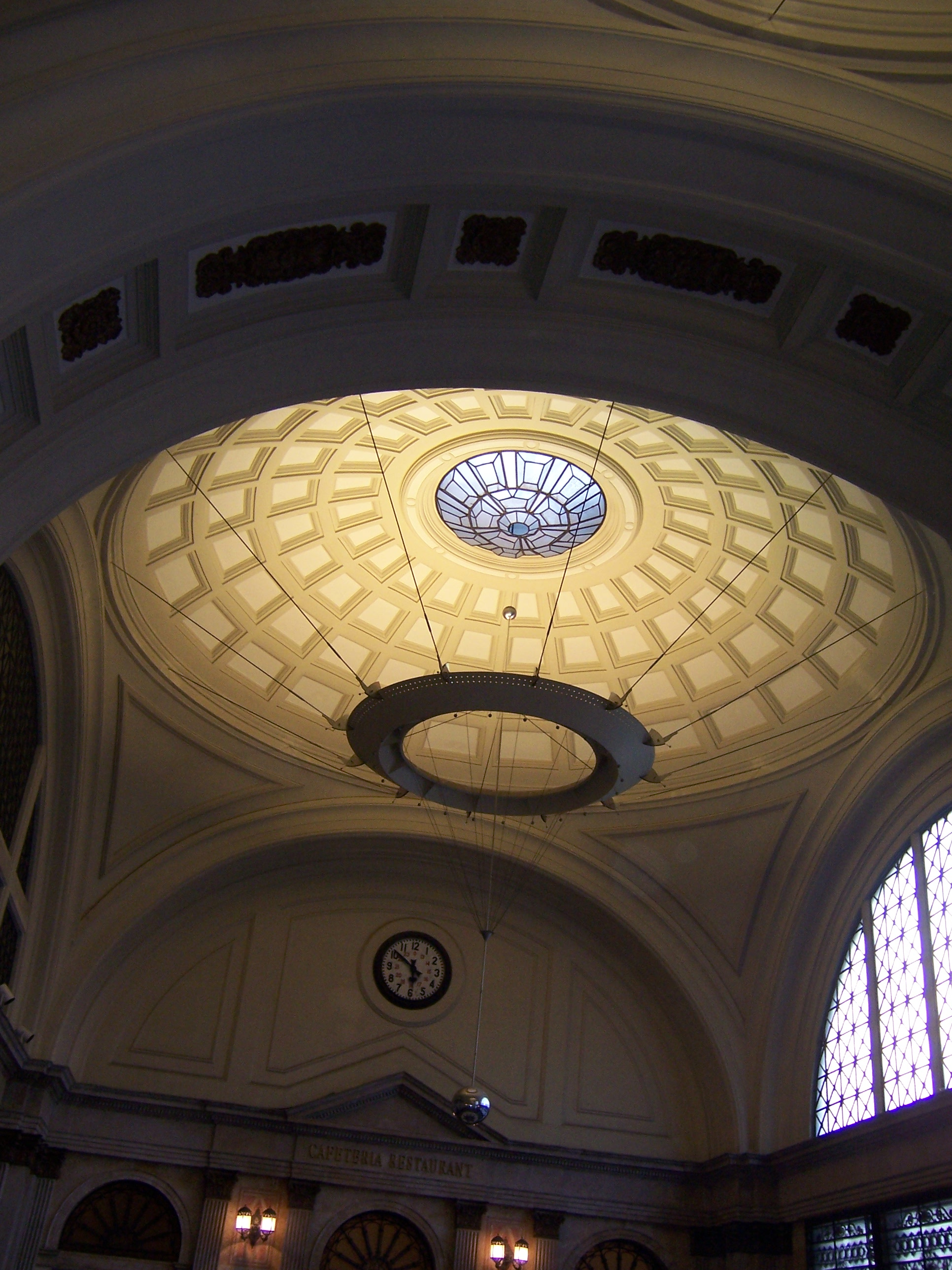
エントランスホールの天井

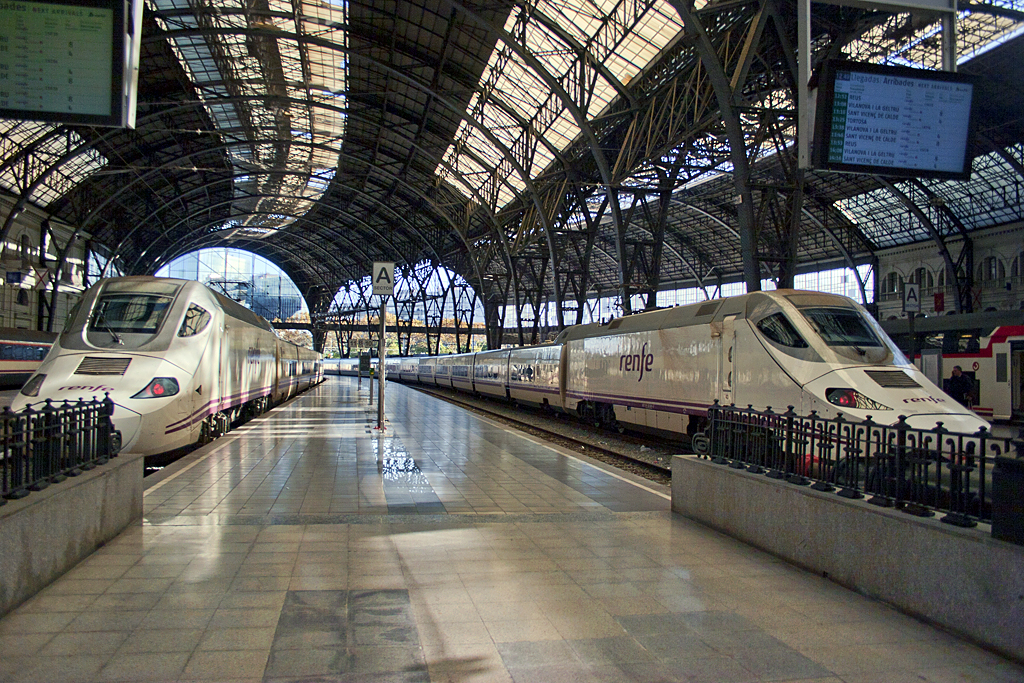
プラットフォーム

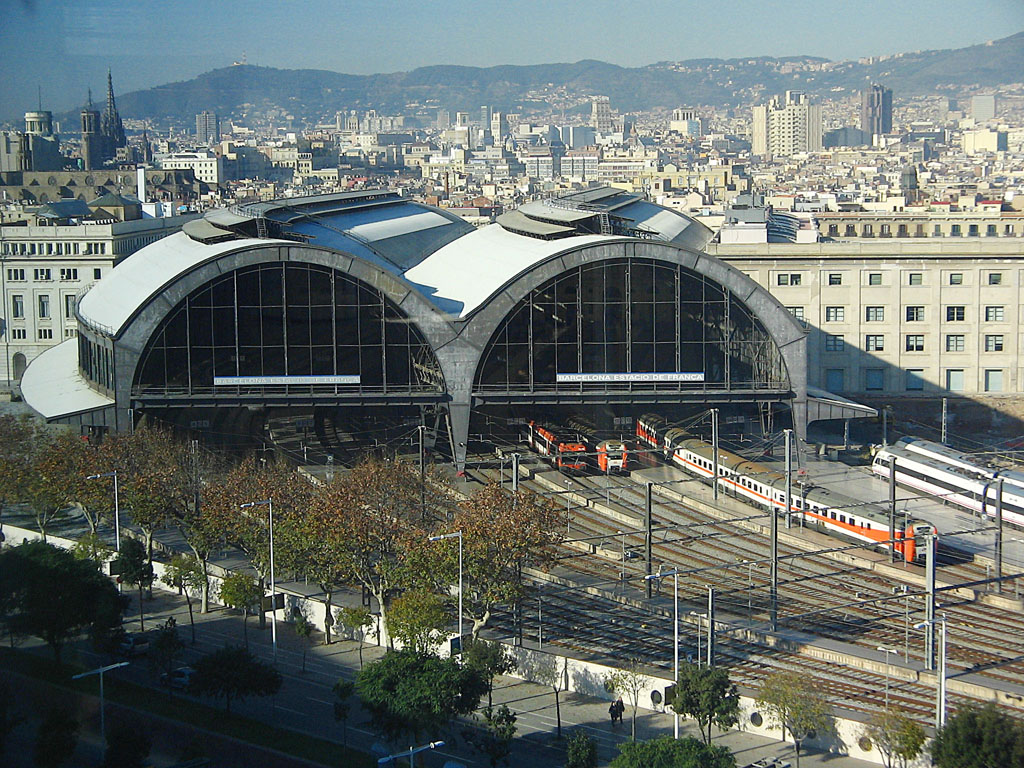
トレインシェッド

フランサ駅は市内で最も美しいターミナル駅と言われている。歴史的な様式と近代的な様式が融合した落ち着いた建物はそれ自体に見る価値があり、更に大理石・青銅・水晶及びモデルニスモとアール・デコのモチーフによる装飾で仕上げられている。駅は曲線部にあるため、それに合わせてトレインシェッドも湾曲している。寸法は高さ29m、長さ195mである。プラットホームは7面12線を有する。
元々の駅舎の一部は現在、フランサ・ビルとしてポンペウ・ファブラ大学によって利用されている。

## 利用状況
2018年の調査では年間2,339,367人が利用した。

## 駅周辺
駅は市内東部のドックと動物園の間に位置する。直接連絡する地下鉄駅は存在しないが、容易にアクセス可能である。バルセロナ中心部（サンツ駅・パセジ・ダ・グラシア駅）からはR13線で直接、地下鉄4号線のバルセロネータ駅から徒歩5分である。 
- バルセロナ動物園
- ボルンカルチャーセンター（カタルーニャ語版）（旧.ボルン市場）
- サンタ・マリア・ダル・マル教会
- ピカソ美術館
- カタルーニャ歴史博物館（スペイン語版、チェコ語版）
- バルセロネータ市場（カタルーニャ語版）